# ها سونغ-مين
ها سونغ-مين (هانغل: 하성민) هو لاعب كرة قدم كوري جنوبي في مركز الوسط، ولد في 13 يونيو 1987 في إنتشون في كوريا الجنوبية. لعب مع أولسان هيونداي وإنتشون يونايتد وجونبك هيونداي موتورز ونادي بوسان أي بارك ونادي معيذر.

## وصلات خارجية
- ها سونغ-مين على موقع رابطة كرة القدم اليابانية للمحترفين (اليابانية)
- ها سونغ-مين على موقع دوري كوريا الجنوبية (الإنجليزية)
- ها سونغ-مين على موقع قاعدة بيانات كرة القدم.إي يو (الإنجليزية)